# Roman Stramka
Roman Stramka (ur. 13 lipca 1916 w Ptaszkowej, zm. 1 września 1965 w Nowym Sączu) – kurier ZWZ-AK, narciarz biegowy, trener i instruktor narciarstwa.

## Życiorys
Był najstarszym synem Ludwika i Marii z domu Wysockiej, miał dziewięcioro rodzeństwa. Uczęszczał w Nowym Sączu do Szkoły Powszechnej im. Władysława Jagiełły oraz Gimnazjum Handlowego, następnie ukończył studia w Instytucie Handlowym w Wilnie.
Już od najmłodszych lat uprawiał wiele dyscyplin sportowych - pływanie, lekkoatletykę, kajakarstwo, piłkę nożną, kolarstwo i narciarstwo. Ćwiczył w sekcji narciarskiej Klubu Sportowego Kolejowego Przysposobienia Wojskowego „Sandecja”, gdzie jego trenerem był Leopold Kwiatkowski. W 1931 r. wygrał bieg narciarski organizowany w ramach mistrzostw klubów sportowych Kolejowego Przysposobienia Wojskowego w Zakopanem.

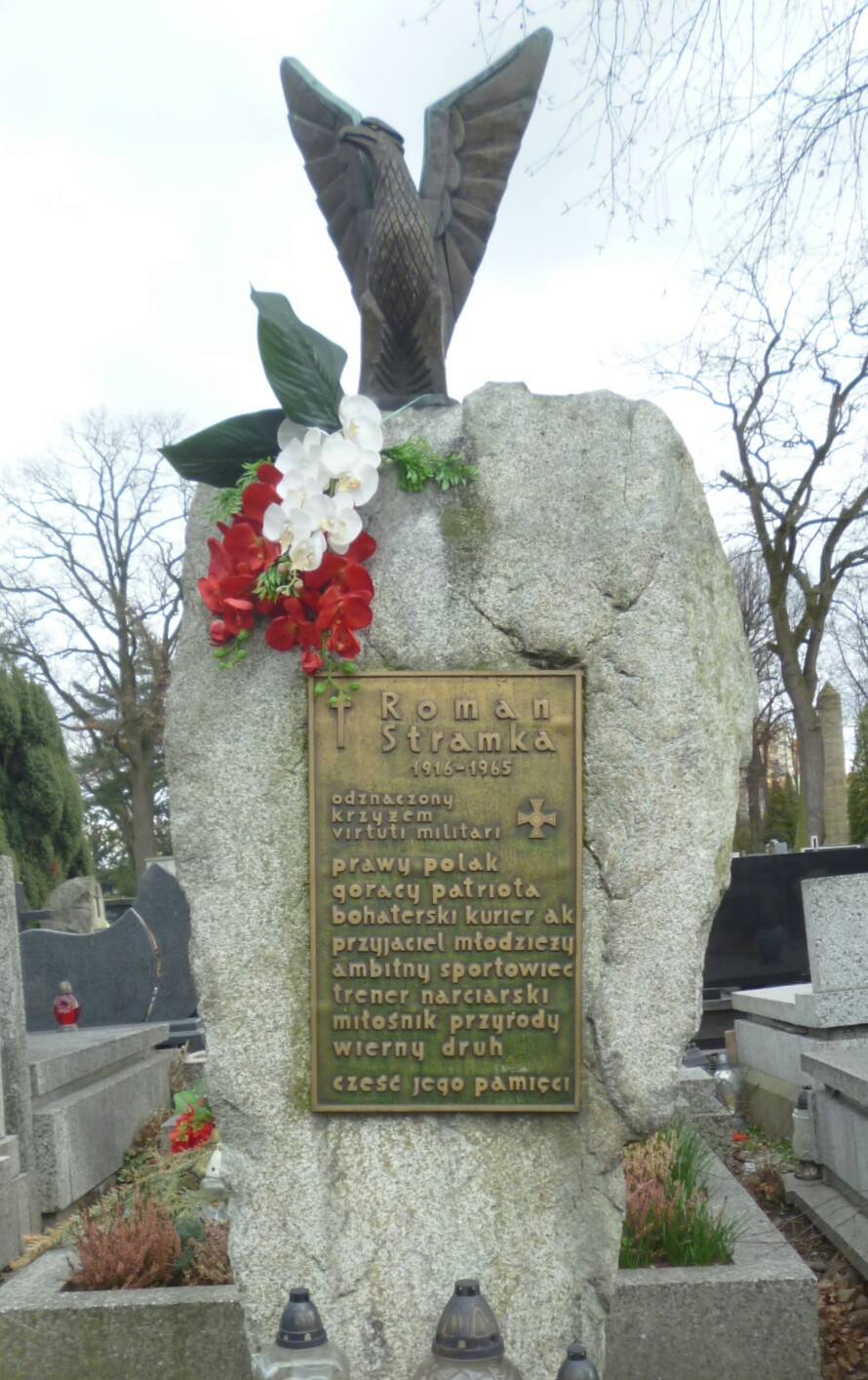
Grób Romana Stramki w Nowym Sączu

Przed wybuchem II wojny światowej powrócił do Nowego Sącza. Jesienią 1939 r. przyłączył się do grup przewodnickich i jako kurier 69 razy przebył trasę Nowy-Sącz-Budapeszt-Belgrad.
W trakcie swej działalności był pięciokrotnie aresztowany. Uciekał za każdym razem, w 1941 r. zbiegł z więzienia w Nowym Sączu i w 1944 r. uciekł z transportu do obozu koncentracyjnego Mauthausen-Gusen.
Wiosną 1945 r. powrócił do Nowego Sącza, ale z obawy przed komunistycznymi represjami wyjechał na Dolny Śląsk a potem na Pomorze. Swoją działalność w Armii Krajowej ujawnił przed władzami w 1947 r. Uniknął więzienia dzięki wstawiennictwu Stanisława Mikołajczyka, którego syna przeprowadził w czasie wojny przez góry na Węgry.
Przeniósł się do Zakopanego, gdzie w Ośrodku Kultury Fizycznej wrócił do uprawniania narciarstwa. Był też trenerem i zawodnikiem sekcji kajakarskiej i lekkoatletycznej Zrzeszenia Sportowego „Start” Nowy Sącz, trenerem w sekcji narciarskiej CWKS „Zakopane”, „Start” Zakopane, LKS w Piątkowej i LKS Poprad Rytro. W 1953 r. zdobył wicemistrzostwo Polski w biegu na 53 km. Do Nowego Sącza wrócił w 1954 r.
Ciągle pozostawał w zainteresowaniu Urzędu Bezpieczeństwa i w 1953 r. został zmuszony do podjęcia współpracy w charakterze tajnego współpracownika. W 1958 r. został skreślony z listy agentów z powodu niechęci do współpracy i nieszczerości.
W dn. 1 września 1965 r. w Biegonicach został potrącony przez ciężarówkę, zmarł tego samego dnia w szpitalu w Nowym Sączu.

## Upamiętnienie
Jego imieniem jest nazwany w Nowym Sączu stadion Międzyszkolnego Ośrodka Sportowego przy ul. Lenartowicza, co roku odbywa się w Ptaszkowej Spartakiada o memoriał Romana Stramki i Zbigniewa Kmiecia.

## Odznaczenia
- Srebrny Krzyż Orderu Virtuti Militari
- Krzyż Walecznych